# Kolosy tér
A Kolosy tér Budapesten, a II. és a III. kerület határán fekszik. Határai a Szépvölgyi út, Bécsi út és a Lajos utca.

## Története
A tér legkorábbi említése 1702-ből való. Először a Markt Platz (Piac tér) elnevezést használták rá, majd Heu Platz (azaz Széna tér) lett a neve (1822–1896). Nyugati felét 1835-ben még Pfarrkirchen Platznak (Plébániatemplom térnek) hívták. 1896 és 1900 között az akkor teljes egészében Óbudához tartozó Budaújlak központjában lévő területnek Lujza tér volt a neve, a Lujza gőzmalom működött itt. Jelenlegi nevét Kolosy György 1848-as szabadságharcosról kapta, 1900-ban. A tér északi oldalán található kis forgalmú piac 1992-ben kapott utoljára felújítást.

## Közlekedés
- A téren van a 65-ös, a 65A és a 165-ös buszok végállomása.
- A Lajos utcában található a 9-es, a 29-es, a 111-es, a 923-as, a 934-es és a 960-as busz megállóhelye.
- A Bécsi úton áll meg a 17-es, a 19-es és a 41-es villamos.
- A Szépvölgyi út végén van a H5-ös HÉV állomása.
- A buszfordulónál található a 29-es és 111-es busz megállóhelye.